# 안의종
안의종(安義鍾, 1941년 6월 6일~2023년 12월 26일)은 대한민국의 정치인이다. 제40·41대(민선 1·2기) 경상북도 청송군수를 지냈다.

## 역대 선거 결과
|  | 33.05% |

|  | 46.62% |

| 마지막 관선 청송군수 조창현 | 제40·41대 경상북도 청송군수 1995년 7월 1일~2000년 4월 25일 | 후임 (권한대행)이동수 (재보궐)박종갑 |